# Conclav (film)
Conclav este un film dramatic thriller coproducție americano-britanică din 2024, regizat de Edward Berger. Este o ecranizare a romanului cu același nume al scriitorului Robert Harris și a avut premiera la Festivalul Internațional de Film de la Toronto. Printre cele peste 70 de premii, a primit Premiul Globul de Aur pentru cel mai bun scenariu și 4 premii BAFTA, inclusiv cel mai bun film. De asemenea, a primit opt nominalizări la cea de-a 97-a ediție a Premiilor Oscar (inclusiv cel mai bun film).

## Rezumat
După decesul papei în urma unui infarct, cardinalul Lawrence are misiunea de a conduce conclavul care va desemna succesorul regretatului pontif, în ciuda reticenței sale. Colegiul este surprins de apariția lui Vincent Benitez, un mexican care a sosit recent din Kabul unde a făcut lucrare misionară în zonele de război. Acesta din urmă susține că regretatul papă l-a numit în secret cardinal (in pectore). După verificare, cardinalul Lawrence acceptă participarea sa la conclav.
Cei patru candidați de frunte pentru postul de pontif sunt Aldo Bellini, un liberal american în tradiția regretatului papă; Joshua Adeyemi, un nigerian cu opinii conservatoare din punct de vedere social, Joseph Tremblay, un conservator canadian și Goffredo Tedesco, un tradiționalist reacționar italian care dorește să desființeze anumite decizii ale Conciliului Vatican II. Lawrence află că Benitez era apropiat de Papă, care a plătit personal biletul de avion al lui Benitez către Elveția pentru o programare medicală care ulterior a fost anulată. Mai mult, confidentul Papei, Wozniak, îi dezvăluie lui Lawrence chiar înainte de conclav că Papa i-a cerut demisia lui Tremblay cu câteva ore înainte de a muri. Tremblay neagă vehement acest lucru.
După primul vot, niciun candidat nu se apropie de majoritatea necesară de două treimi; Adeyemi are un ușor avantaj, iar Bellini și Lawrence au împărțit votul liberal. Unii îl acuză pe Lawrence că râvni în secret la tronul papal, când în realitate Lawrence a votat pentru Bellini.
În timpul unei mese comune a cardinalilor, sora Shanumi, o călugăriță nigeriană care se ocupă de treburile casnice, are o confruntare verbală cu Adeyemi. Desfășurându-și investigația, Lawrence află că ea și Adeyemi au avut o relație ilegală cu treizeci de ani mai devreme, care a dus la nașterea unui fiu care a fost dat spre adopție. Deși Lawrence a jurat păstrarea secretului, o campanie de zvonuri a subminat candidatura lui Adeyemi la voturile ulterioare. Adeyemi suspectează o capcană, deoarece Shanumi nu părăsise niciodată Nigeria înainte de a apărea la conclav. Bellini decide să-l sprijine pe Tremblay.
Călugărița sora Agnes îi dezvăluie lui Lawrence că Tremblay a fost cel care a organizat transferul lui Shanumi la Vatican. Tremblay confirmă, dar susține că Papa a cerut-o și că nu era conștient de legătura lui Shanumi cu Adeyemi. Lawrence decide să spargă sigiliile care protejează apartamentele regretatului Papă și descoperă documente care arată că Tremblay i-a mituit pe cardinali pentru a le cumpăra voturile. Bellini îl îndeamnă pe Lawrence să ardă documentele pentru a preveni un scandal legat de corupția Bisericii, ceea ce îl face pe Lawrence să realizeze că Bellini ar fi acceptat la rândul său mită dacă ar fi devenit papă. Lawrence decide să fotocopieze documentele cu ajutorul surorii Agnes și le distribuie membrilor conclavului chiar înainte de masa lor comună. Tremblay încearcă să se justifice, dar Adeyemi îl numește Iuda. Confruntat cu scandalul, Tremblay a fost nevoit să se retragă. Lawrence și Tedesco devin singurii candidați majori care au rămas, deși Benitez a câștigat treptat sprijin, spre surprinderea lui Lawrence.
În timpul celui de-al șaselea vot, în timp ce Lawrence votează fără tragere de inimă pentru el însuși, un atac terorist are loc în Roma în urma căruia mulți dintre cei strânși în fața Bisericii sunt uciși, iar Capela Sixtină este afectată. Benitez ține un discurs și spune că violența nu poate fi o soluție la violență, spunând că a văzut adevăratul cost al războiului în timpul călătoriilor sale. De asemenea, el compară războiul cu luptele interioare ale cardinalilor, spunând că biserica ar trebui să funcționeze pe dragoste, nu pe politică și să se concentreze pe viitor, nu pe o întoarcere în trecut. Mișcați, cardinalii au ajuns să-l aleagă pe Benitez în turul al șaptelea, acesta din urmă luând numele papal de Inocențiu al XIV-lea.
Curând după aceea, Lawrence descoperă că vizita medicală anulată a lui Benitez avea să efectueze o histerectomie. Benitez îi explică apoi că este intersexual, fiind desemnat bărbat la naștere, dar că nu știa că are și uter și ovare până la o apendectomie recentă. Răposatul Papă, care știa despre asta, a păstrat secretul, dând de înțeles că el a facilitat ascensiunea lui Benitez la putere. Acesta din urmă explică apoi că a renunțat la operație și a ales să-și păstreze organele feminine, declarând: „Sunt așa cum m-a făcut Dumnezeu”. Acceptând să păstreze secretul lui Benitez și încrederea în Dumnezeu, Lawrence ascultă în timp ce mulțimea aplaudă alegerea lui Benitez ca primul papă intersexual din istorie.

## Distribuție
- Ralph Fiennes în rolul cardinalului Thomas Lawrence, un britanic liberal și decanul Colegiului Cardinalilor
- Stanley Tucci în rolul cardinalului Aldo Bellini, un american liberal
- John Lithgow în rolul cardinalului Joseph Tremblay, un canadian moderat
- Lucian Msamati în rolul cardinalului Joshua Adeyemi, a candidat popular nigerian cu vederi conservatoare sociale
- Brían F. O'Byrne în rolul monseniorului Raymond O'Malley, asistentul lui Lawrence
- Carlos Diehz în rolul cardinalului Vincent Benitez, un arhiepiscop mexican mai puțin cunoscut care lucrase în Afghanistan
- Merab Ninidze în rolul cardinalului Sabbadin
- Thomas Loibl în rolul arhiepiscopului Mandorff
- Sergio Castellitto în rolul cardinalului Goffredo Tedesco, un italian tradiționalist
- Isabella Rossellini în rolul Surorii Agnes
- Jacek Koman în rolul arhiepiscopului Janusz Woźniak, prefectul Casei Papale
- Loris Loddi în rolul cardinalului Villanueva
- Roberto Citran în rolul cardinalului Lombardi
- Balkissa Maiga în rolul Surorii Shanumi

## Producție
În mai 2022 a fost anunțat că Ralph Fiennes, John Lithgow, Stanley Tucci și Isabella Rossellini vor juca în film, regizat de Edward Berger. Producția a început în ianuarie 2023 la Roma. Filmări au avut loc și la studiourile Cinecittà, și s-au încheiat în martie.
Scenografii au avut mare grijă să reproducă Capela Sixtină, dar s-au inspirat și din Domus Sanctae Marthae, aducând imaginea asemănătoare cu o închisoare pentru a spori tensiunea dramatică. Pentru ținuta roșie a cardinalilor, designerul de costume Lisy Christl a optat pentru o nuanță folosită în veșmintele cardinale din secolul al XVII-lea, mai degrabă decât cea stacojie din cele moderne, considerând că este „mult mai frumoasă și mult mai ușoară pentru ochii noștri”.
Scenaristul Peter Straughan a spus că s-a întâlnit cu un cardinal pentru a discuta despre logistica conclavului. El a făcut, de asemenea, un tur privat al Vaticanului și a spus că nu a simțit ostilitate în timp ce era acolo și că a simțit că Vaticanul i-a fost deschis.

## Recepție
La data de 15 februarie 2025 , Conclav a adunat 32,2  milioane de dolari în Statele Unite și Canada și 63,4 milioane în restul lumii, cu un total mondial de 95,5 milioane.
Filmul se adresează unui public semnificativ mai în vârstă. 77% dintre telespectatori aveau peste 35 de ani, cel mai mare grup demografic fiind cei de peste 55 de ani, la 44%, iar 67% identificandu-se drept caucazieni. The film then made $5 million in its second weekend (dropping 23.7%) and $4.1 million in its third weekend (dropping just 18.1%), finishing in fourth and sixth place, respectively.

## Răspuns critic
Pe site-ul web al agregatorului de recenzii Rotten Tomatoes , 93% din recenziile celor 296 de critici sunt pozitive, cu o evaluare medie de 8,1/10. Consensul site-ului web spune: „Cu o execuție imaculată și o evoluție de cel mai înalt nivel a lui Ralph Fiennes, Conclav este o mană divină pentru publicul care tânjește divertisment inteligent”. Metacritic , care folosește o medie ponderată , a atribuit filmului un scor de 79 din 100, pe baza a 54 de critici, indicând recenzii „în general favorabile”.
Regizorul Alexander Payne l-a numit unul dintre filmele sale preferate din 2024, spunând: „Nu-ți vine să crezi cât de captivant este – amuzant și plin de suspans și atât de bine distribuit și bine jucat. Berger are calitatea miraculoasă de a face ceva ce nu uiți niciodată că este un film, dar, în același timp, este ca și cum ai fi cu adevărat acolo”. Și alți regizori, între care Oliver Stone, Kelly Fremon Craig, Adam Elliot, Coralie Fargeat, Tim Fehlbaum, Hannah Fidell, William Goldenberg, Reinaldo Marcus Green, Savanah Leaf, Laurel Parmet și Paul Schrader au lăudat filmul, mai ales prestațiile actorilor.

## Premii
- BAFTA 2025:
  - Cel mai bun film
  - Cel mai bun film britanic
  - Cel mai bun scenariu adaptat
  - Cea mai bună editare
- Globurile de Aur 2025: 
  - Cel mai bun scenariu
- Oscar 2025:
  - Cel mai bun scenariu adaptat